# Rocinela media
Rocinela media är en kräftdjursart som beskrevs av Hugo Frederik Nierstrasz 1931. Rocinela media ingår i släktet Rocinela och familjen Aegidae. Inga underarter finns listade i Catalogue of Life.